# Honungsvargar (film)
Honungsvargar är en svensk film från 1990 med regi och manus av Christina Olofson. I rollerna ses bland andra Maria Grip, Johan Rabaeus och Nicolas Chagrin.

## Om filmen
Filmen spelades in med Marianne Persson som producent och Lisa Hagstrand som fotograf. Förlaga var romanen Honungsvargar av Sun Axelsson (1984). Eva Dahlgren och Lasse Andersson komponerade musiken och filmen klipptes av Sigurd Hallman. Den premiärvisades 16 mars 1990 på flera biografer runt om i Sverige. Den har även visats av Sveriges Television.
Filmen fick ett negativt mottagande i pressen och Olofson ansågs av vissa ha skrivit ett alltför svagt manus. Även skådespelarinsatserna kritiserades.

## Handling
Filmen utspelar sig under 1950-talet och inleds med att den unga flickan Mignon försöker begå självmord. Hon misslyckas dock och börjar i stället att röra sig i litterära kretsar i Stockholm.

## Rollista
- Maria Grip – Mignon Karlsson
- Johan Rabaeus – Pär
- Nicolas Chagrin – Nick Garcia, poet och matematikprofessor
- Agneta Ekmanner – Elisabeth Almqvist
- Ingvar Hirdwall – Axel, Mignons far
- Marika Lindström – Mignons mor
- Douglas Johansson	– Tomas, författare
- Hans Lannerstedt – Sven, författare och redaktör
- Fredrik Ultvedt – Harald, poet
- Per Myrberg – Artur Lundkvist
- Mats Bergman – Pärs författarkollega
- Paula Brandt – Elisabeths väninna
- Ulla Skoog – Elisabeths väninna
- Sonja Lund – festdeltagare
- Lena Strömdahl – festdeltagare
- Josefin Lind – Mignon som barn
- Rikard Wolff – sångaren på krogen
- Arne Tolgraven – poeten på krogen
- Emil Iwring – violinist på restaurang
- Stig Holm	– pianist på restaurang
- Claes G. Lindroth – cellist på restaurang
- Christer Bothén – medlem av jazzbandet Bolon Bata
- Kjell Gustavsson – medlem av jazzbandet Bolon Bata
- Göran Lagerberg – medlem av jazzbandet Bolon Bata
- Ulf Lindén – medlem av jazzbandet Bolon Bata
- Anders Näslund – övrig medverkande
- Marie Öhrn – övrig medverkande
- Mikael Odhag – övrig medverkande